# Parepione epinephela
Parepione epinephela är en fjärilsart som beskrevs av Eugen Wehrli 1937. Parepione epinephela ingår i släktet Parepione och familjen mätare. Inga underarter finns listade i Catalogue of Life.